# Množična inovativna dejavnost
Množična inovativna dejavnost (množična inovacijska dejavnost, menedžment idej, sistem koristnih predlogov) je nabor menedžerskih orodij in tehnik za spodbujanje zaposlenih, da prispevajo konstruktivne ideje za izboljšanje organizacije, v kateri so zaposleni. 
Za »proizvod« managementa idej v Sloveniji uporabljamo različne termine, npr. (mali) koristni predlog, inventivni predlog, inovativni predlog, izboljšava, sugestija, ideja, iskrica,… Inovativni predlogi obsegajo vse drobne pobude zaposlenih za izboljšanje delovnega okolja, večjo kakovost izdelka, prihranek materiala, čistejše okolje, skrb za kupca in podobno. Uvedeni predlogi so nagrajeni z denarno nagrado ali v kateri drugi obliki, običajno v sorazmerju s koristjo, ki jo prinašajo.